# C11orf1
C11orf1 (англ. Chromosome 11 open reading frame 1) – білок, який кодується однойменним геном, розташованим у людей на короткому плечі 11-ї хромосоми. Довжина поліпептидного ланцюга білка становить 150 амінокислот, а молекулярна маса — 17 785.
| 10         |  | 20         |  | 30         |  | 40         |  | 50         |
| ---------- |  | ---------- |  | ---------- |  | ---------- |  | ---------- |
| MAASQCLCCS |  | KFLFQRQNLA |  | CFLTNPHCGS |  | LVNADGHGEV |  | WTDWNNMSKF |
| FQYGWRCTTN |  | ENTYSNRTLM |  | GNWNQERYDL |  | RNIVQPKPLP |  | SQFGHYFETT |
| YDTSYNNKMP |  | LSTHRFKREP |  | HWFPGHQPEL |  | DPPRYKCTEK |  | STYMNSYSKP |
|            |  |            |  |            |  |            |  |            |

A: Аланін

C: Цистеїн

D: Аспарагінова кислота

E: Глутамінова кислота

F: Фенілаланін

G: Гліцин

H: Гістидин

I: Ізолейцин

K: Лізин

L: Лейцин

M: Метіонін

N: Аспарагін

P: Пролін

Q: Глутамін

R: Аргінін

S: Серин

T: Треонін

V: Валін

W: Триптофан

Локалізований у ядрі.